# Indicador de Pendiente de Aproximación Visual

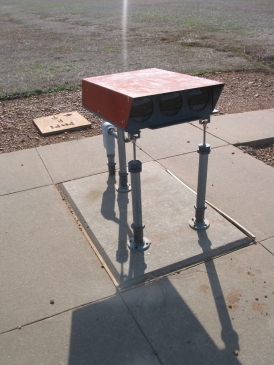
Indicador de Pendiente de Aproximación Visual (VASI).

El Indicador de Pendiente de Aproximación Visual (o VASI, por las siglas de Visual Approach Slope Indicator) es un sistema de luces al costado de la pista de aterrizaje que provee información de guía visual para el aterrizaje durante la aproximación final a una pista. Estas luces pueden ser avistadas desde una distancia de hasta 8 km (5 millas) durante el día y desde hasta 32 km (20 millas) o más de noche.

## Tipos

### VASI Estándar
El Indicador de Pendiente de Aproximación Visual Estándar consiste en dos conjuntos de luces. Uno de ellos marca el comienzo de una pista de aterrizaje, mientras que la otra es colocada a unos siete metros (20 pies) de distancia de la primera, junto a la pista. Cada conjunto de luces está diseñado de tal manera que las luces se ven o blancas o rojas, dependiendo del ángulo al cual las luces son vistas. Cuando el piloto está aterrizando en el ángulo de aproximación apropiado, lo que significa que se encuentra en la trayectoria de aproximación correcta, el primer conjunto de luces se ven blancas y el segundo conjunto, rojas. Cuando ambos conjuntos se ven blancos, esto significa que está volando demasiado alto; y demasiado bajo cuando ambos se ven rojos. Este es el tipo más común de sistema de indicación de pendiente de aproximación visual.

### PAPI (Indicador de Trayectoria de Aproximación de Precisión)
El Indicador de Trayectoria de Aproximación de Precisión consiste en cuatro conjuntos de luces alineados en forma perpendicular a la pista de aterrizaje. Funciona básicamente del mismo modo en que lo hace el VASI Estándar, pero las luces adicionales indican al piloto cuan alejado de la trayectoria de aproximación ideal se encuentra la aeronave. Cuando los dos conjuntos de luces más alejados se ven rojos y los más cercanos blancos, la aeronave está exactamente en la trayectoria de aproximación. Cuando los tres conjuntos de luces más alejados se ven rojos, se encuentra apenas por debajo; mientras que si los tres conjuntos de luces más próximos se ven blancos, la aeronave está apenas por encima de la trayectoria de aproximación. Cuatro conjuntos de luces rojas indican que está muy por debajo de la trayectoria de aproximación, y cuatro conjuntos de luces blancas indican que está muy por encima. La mayoría de los aeropuertos importantes utilizan este sistema.

### PVASI (Indicadores de Pendiente de Aproximación Visual Oscilantes)
Es una luz única al costado de la pista de aterrizaje. Se ve blanco fijo cuando se está en la correcta trayectoria de aproximación, parpadeante blanco por encima y rojo fijo cuando se encuentra por debajo de la trayectoria de aproximación. Esta última empieza a parpadear cada vez más rápido cuanto más se aleja la aeronave de la trayectoria de aproximación ideal. Este tipo de Indicador de Pendiente de Aproximación Visual es raramente utilizado, en parte porque son fácilmente confundidos con otras luces de la pista.

### VASI Tricolor
Consiste en una luz única que se ve de color ámbar por encima de la trayectoria de aproximación ideal, verde en la trayectoria correcta y roja debajo de ella. También es muy poco utilizada, en cierta medida debido a que se sabe que los pilotos que no están familiarizados con él han malinterpretado las luces, provocando una "corrección" en la dirección equivocada.

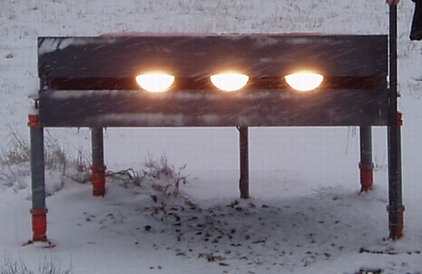
Older Visual Approach Slope Indicator.